# Bejís (kommun i Spanien)
Bejís är en kommun i Spanien.   Den ligger i provinsen Província de Castelló och regionen Valencia, i den östra delen av landet, 260 km öster om huvudstaden Madrid. Antalet invånare är 415. Arean är 42 kvadratkilometer. Bejís gränsar till Sacañet, Teresa, Torás och El Toro. 
Terrängen i Bejís är kuperad.